# Cubo di Leslie

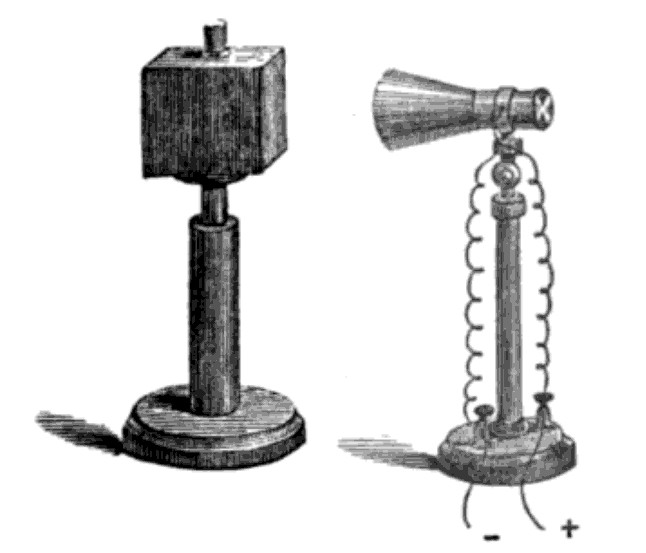
Un cubo di Leslie (a sinistra) e un rilevatore termico (a destra)

Il cubo di Leslie è un dispositivo utilizzato per misurare o dimostrare le variazioni della radiazione termica emessa da superfici diverse alla stessa temperatura. 
Fu ideato nel 1804 da John Leslie (1766-1832), matematico e fisico scozzese. Nella versione dell'esperimento descritto da John Tyndall alla fine dell'800, uno dei lati verticali del cubo è rivestito da uno strato d'oro, un altro d'argento, un terzo di rame, mentre il quarto lato è rivestito da una vernice a base di colla di pesce. Il cubo è costituito da un blocco pieno di metallo con una cavità centrale. Nel suo funzionamento, la cavità è riempita con acqua calda; l'intero cubo ha essenzialmente la stessa temperatura dell'acqua. Il rivelatore termico (a destra nella figura) mostra un'emissione dal lato con la vernice molto maggiore che da uno qualsiasi degli altri tre lati. 

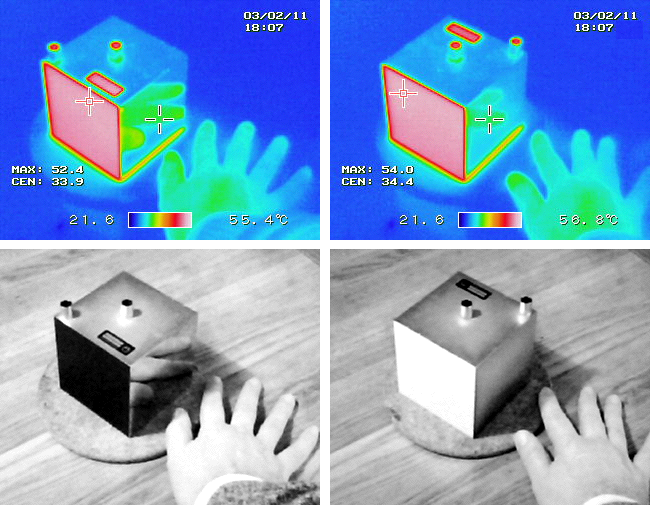
Le fotografie in alto del cubo di Leslie (a colori) sono scattate con una macchina fotografica a infrarossi; le fotografie in bianco e nero sotto sono scattate con una normale macchina fotografica. La faccia del cubo che è stato dipinto di nero emette una forte radiazione termica. La faccia lucida del cubo di alluminio emana molto più debolmente, e l'immagine riflessa della mano calda è chiara.

In termini contemporanei, le "emissività" dei metalli lucidi sono basse. La colla di pesce, ha un'emissività molto superiore a quella dei metalli. Il cubo di Leslie è ancora in uso per dimostrare e misurare le variazioni di emissività dei diversi materiali. Nella figura, le false immagini a colori ("termografie") di un cubo a circa 55 °C sono state scattate con una macchina fotografica ad infrarossi; le fotografie in bianco e nero sono state scattate con una normale macchina fotografica. La faccia nera del cubo è altamente emissiva, come indica il colore rossastro del termografo. La faccia levigata a specchio del cubo di alluminio emette una debole radiazione termica, come indicato dal colore blu. Il riflesso della mano dello sperimentatore è verde, che corrisponde ad una superficie ad alta emissività vicino alla temperatura corporea (37 °C). Le fotografie mostrano anche che la superficie dipinta di bianco è emissiva quasi quanto una superficie nera. 

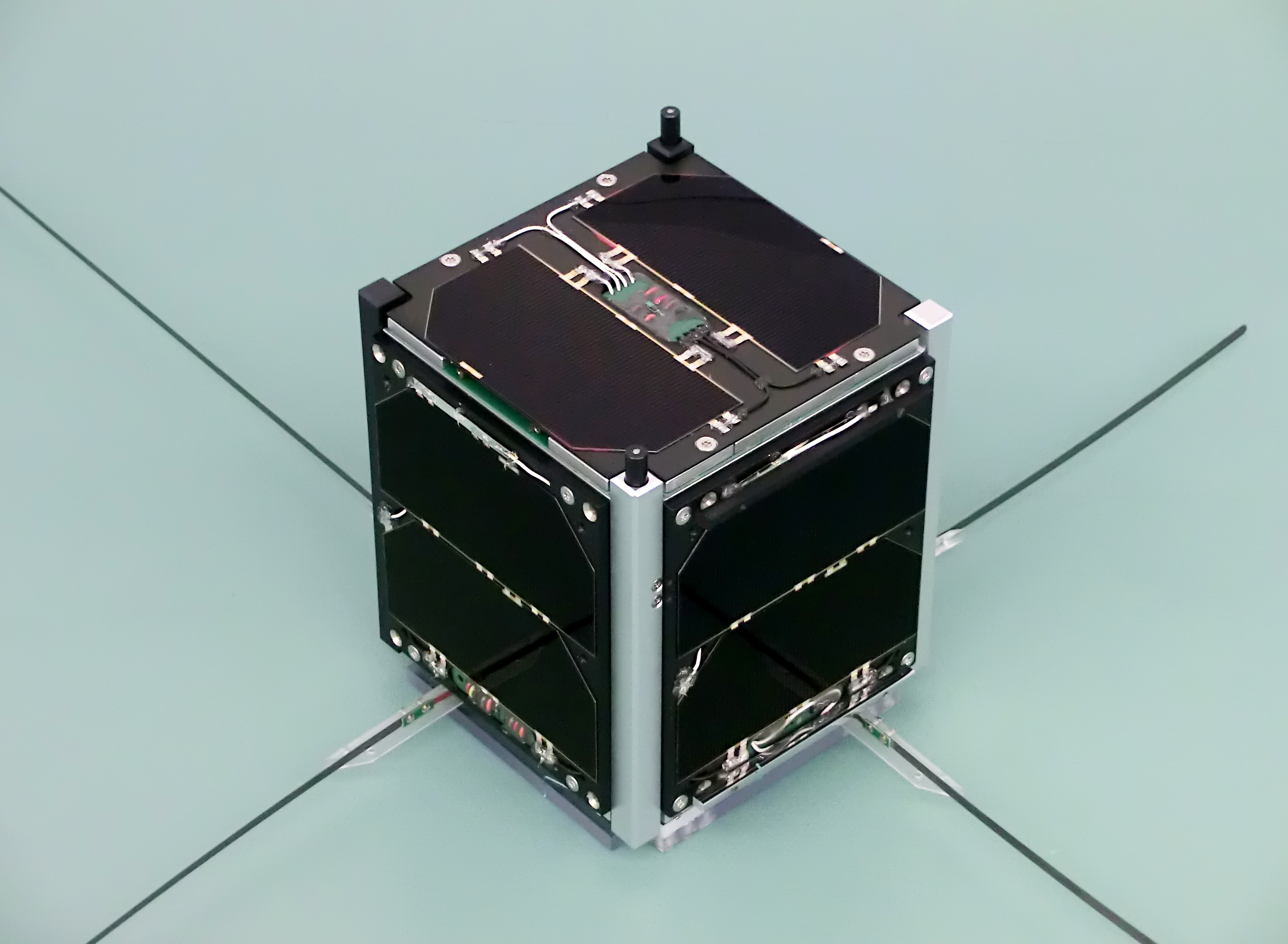
FUNcube-1 in cleanroom prima del lancio.

Una versione moderna del cubo di Leslie fa parte della struttura di un piccolo satellite conosciuto come FUNcube-1 e catalogato come sonda olandese. Lanciato nel novembre 2013, dimostra l'assorbimento e l'emissione di radiazione solare nello spazio mentre il satellite orbita in piena luce solare, eclissi e ruota attorno ai suoi tre assi.

## Bibliografia

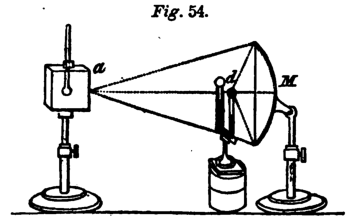
Descrizione di Draper del 1861 del cubo Leslie